# Pierre Guichard (homme politique)
Pour les articles homonymes, voir Pierre Guichard et Guichard.
Pierre Guichard, né le 1er mai 1948, est un homme politique français.

## Détail des fonctions et des mandats
Mandat parlementaire
- 8 février 2001 - 30 septembre 2001 : Sénateur du Jura